# Mistrzostwa Europy Strongman
Mistrzostwa Europy Strongman (Europe's Strongest Man) – doroczne, indywidualne zawody europejskich siłaczy, rozgrywane od 1980 roku.

## Mistrzowie Europy Strongman
| Rok      | Zawodnik                          | Kraj            | Miejsce zawodów      |
| -------- | --------------------------------- | --------------- | -------------------- |
| 1980     | Geoff Capes                       | Anglia          | Szwecja              |
| 1981     | Lars Hedlund                      | Szwecja         | Szwecja              |
| 1982     | Geoff Capes                       | Anglia          | Holandia             |
| 1983     | Simon Wulfse                      | Holandia        | Holandia             |
| 1984     | Geoff Capes                       | Anglia          | Holandia             |
| 1985     | Jón Páll Sigmarsson               | Islandia        | Islandia             |
| 1986     | Jón Páll Sigmarsson               | Islandia        | Portugalia           |
| 1987     | Ab Wolders                        | Holandia        | Holandia             |
| 1988     | Jamie Reeves                      | Anglia          | Holandia             |
| 1989     | Jamie Reeves                      | Anglia          | Islandia             |
| 1990     | Henning Thorsen                   | Dania           | Dania                |
| 1991     | Forbes Cowan ex aequo Gary Taylor | Szkocja / Walia | Anglia               |
| 1992     | Magnús Ver Magnússon              | Islandia        | Dania                |
| 1993     | Manfred Höberl                    | Austria         | Norwegia             |
| 1994     | Manfred Höberl                    | Austria         | Francja              |
| 1995     | Riku Kiri                         | Finlandia       | Heide, Niemcy        |
| 1996     | Riku Kiri                         | Finlandia       | Helsinki, Finlandia  |
| 1997     | Riku Kiri                         | Finlandia       | Holandia             |
| 1998 (*) | Jouko Ahola                       | Finlandia       | Finlandia            |
| 1999 (*) | Jouko Ahola                       | Finlandia       | Wyspy Owcze          |
| 2000     | Berend Veneberg                   | Holandia        | Sevenum, Holandia    |
| 2001     | Svend Karlsen                     | Norwegia        | Helsinki, Finlandia  |
| 2002     | Mariusz Pudzianowski              | Polska          | Gdynia, Polska       |
| 2003     | Mariusz Pudzianowski              | Polska          | Sandomierz, Polska   |
| 2004     | Mariusz Pudzianowski              | Polska          | Jelenia Góra, Polska |
| 2005     | Jarosław Dymek                    | Polska          | Płock, Polska        |
| 2006     | NIE ROZGRYWANO                    | NIE ROZGRYWANO  | NIE ROZGRYWANO       |
| 2007     | Mariusz Pudzianowski              | Polska          | Łódź, Polska         |
| 2008     | Mariusz Pudzianowski              | Polska          | Szczecinek, Polska   |
| 2009     | Mariusz Pudzianowski              | Polska          | Bartoszyce, Polska   |
| 2010     | Žydrūnas Savickas                 | Litwa           | Września, Polska     |
| 2011     | NIE ROZGRYWANO                    | NIE ROZGRYWANO  | NIE ROZGRYWANO       |
| 2012     | Žydrūnas Savickas                 | Litwa           | Leeds, Anglia        |
| 2013     | Žydrūnas Savickas                 | Litwa           | Leeds, Anglia        |
| 2014     | Hafþór Júlíus Björnsson           | Islandia        | Leeds, Anglia        |
| 2015     | Hafþór Júlíus Björnsson           | Islandia        | Leeds, Anglia        |
| 2016     | Laurence Shahlaei                 | Anglia          | Leeds, Anglia        |
| 2017     | Hafþór Júlíus Björnsson           | Islandia        | Leeds, Anglia        |
| 2018     | Hafþór Júlíus Björnsson           | Islandia        | Leeds, Anglia        |
| 2019     | Hafþór Júlíus Björnsson           | Islandia        | Leeds, Anglia        |
| 2020     | Luke Richardson                   | Anglia          | Harrogate, Anglia    |
| 2021     | Luke Stoltman                     | Szkocja         | Leeds, Anglia        |
| 2022     | Oleksii Novikov                   | Ukraina         | Leeds, Anglia        |
| 2023     | Pavlo Kordiyaka                   | Ukraina         | Leeds, Anglia        |
| 2024     | Luke Stoltman                     | Szkocja         | Leeds, Anglia        |

(*) nieoficjalne mistrzostwa

## Tytuły mistrzowskie według krajów
| Kraj      | Tytuły |
| --------- | ------ |
| Islandia  | 8      |
| Polska    | 7      |
| Anglia    | 7      |
| Finlandia | 5      |
| Litwa     | 3      |
| Holandia  | 3      |
| Szkocja   | 3      |
| Austria   | 2      |
| Ukraina   | 2      |
| Norwegia  | 1      |
| Dania     | 1      |
| Szwecja   | 1      |
| Walia     | 1      |

## Mistrzowie Europy Strongman wielokrotni
| Zawodnik                | Kraj      | Tytuły | Rok                                |
| ----------------------- | --------- | ------ | ---------------------------------- |
| Mariusz Pudzianowski    | Polska    | 6      | 2002, 2003, 2004, 2007, 2008, 2009 |
| Hafþór Júlíus Björnsson | Islandia  | 5      | 2014, 2015, 2017, 2018, 2019       |
| Žydrūnas Savickas       | Litwa     | 3      | 2010, 2012, 2013                   |
| Geoff Capes             | Anglia    | 3      | 1980, 1982, 1984                   |
| Riku Kiri               | Finlandia | 3      | 1995, 1996, 1997                   |
| Jouko Ahola             | Finlandia | 2      | 1998, 1999                         |
| Manfred Höberl          | Austria   | 2      | 1993, 1994                         |
| Jamie Reeves            | Anglia    | 2      | 1988, 1989                         |
| Jón Páll Sigmarsson     | Islandia  | 2      | 1985, 1986                         |
| Luke Stoltman           | Szkocja   | 2      | 2020, 2024                         |